# Das Zimmer (Roman)
Das Zimmer ist ein im September 2010 bei Suhrkamp erschienener Roman von Andreas Maier. In ihm beschreibt der autornahe Erzähler das Leben seines geburtsbehinderten Onkels J. und entwirft dabei ein Panorama des Lebens in der Wetterau und in Frankfurt am Main in den 1960er und 1970er Jahren. Im Mittelpunkt steht das Phänomen Ortsumgehung, das aus den Innenstädten das Leben vertrieben habe. Der Roman ist der Auftakt zu einer elfbändigen Familiensaga, die im Dezember 2011 mit dem Roman Das Haus fortgesetzt wurde.

## Inhalt

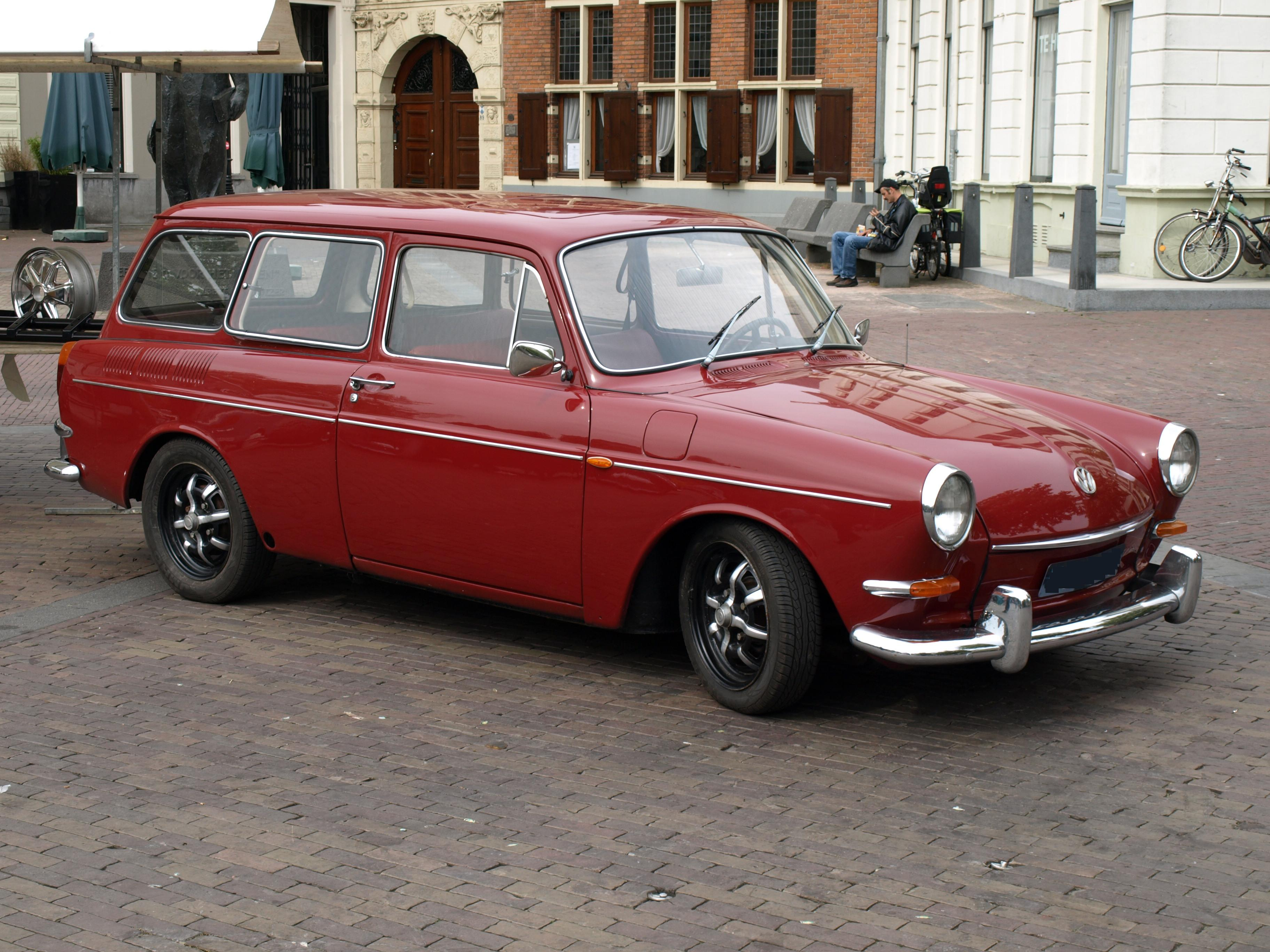
Ein VW Variant, wie ihn Onkel J. fahren durfte. Auf dem Buchcover ist das Auto allerdings olivgrün und wird im Roman als „nazibraun“ bezeichnet.

Der Romantitel Das Zimmer bezieht sich auf das Zimmer des Onkels J., der in der Erinnerung des Erzählers das „Urbild des Grauens“ (S. 11) gewesen ist, da er einen Silagegeruch verbreitete und als geistig Behinderter nicht ernst genommen werden konnte. Die Wohnung, die sich in der Uhlandstraße in Bad Nauheim befindet, gehört inzwischen samt diesem Zimmer dem autornahen Erzähler. Das ehemalige Zimmer des Onkels dient sowohl als Ort der Erinnerung an den Onkel als auch zur Niederschrift des Romans.
Der Roman besteht aus neun Kapiteln und beschreibt vorderhand einen möglichen Tagesablauf des Onkels J., wie er sich Anfang Herbst 1969 ereignet haben könnte. Der Erzähler war damals erst zwei Jahre alt, also lautet das literarische Programm: „Ich stelle mir vor…“ Der Onkel fährt mit dem Zug zur Arbeit bei der Post am Frankfurter Hauptbahnhof und erledigt nachmittags nach seiner Rückkehr verschiedene Fahrdienste für seine Familie, bevor er zum Forsthaus Winterstein aufbrechen darf. Ausgehend von diesem Grundgerüst schweift der Text immer wieder in Details ab, die er in Wiederholungsstrukturen umkreist, deren Stil an den Arbeiten von Thomas Bernhard geschult ist.
Neben Bad Nauheim spielen die meisten Passagen im benachbarten Friedberg, wo sich der Steinmetzbetrieb des Vaters des Onkels befand, die „große Firma Steinwerke Karl Boll in Friedberg in der Wetterau, Mühlweg 12“ (S. 146). Eine zentrale Passage im Buch ist die Vision einer notwendigen Ortsumgehung. Als Teil des durchgespielten hypothetischen Tagesablaufs soll Onkel J. seine Mutter mit dem Auto zur Reinigung in die Friedberger Innenstadt bringen. Als sie auf die Kaiserstraße gelangen, kommt es zu einer Verkehrsakkumulation von zehn Autos: „Und so erscheint erstmals gleichzeitig in allen Köpfen an diesem Tag das Wort Ortsumgehung.“ (S. 176)
Wichtigster historischer Bezugspunkt im Buch ist die Mondlandung. Andere kulturhistorische Bezugspunkte sind neben Luis-Trenker-Filmen auch die Aufenthalte von Elisabeth von Österreich-Ungarn (Sissi), Nikolaus II. und Elvis Presley in Bad Nauheim. Außerdem hat der Friedberger Dichter Fritz Usinger einen kurzen Auftritt, der „kosmologische Dichter“, der zeitweise Vizepräsident der Deutschen Akademie für Sprache und Dichtung war (vgl. S. 173).
Onkel J. hat trotz seiner Behinderung die Fahrerlaubnis. Seine Familie hat ihm einen VW Variant besorgt, um ihn durch Fahrdienste produktiv ins Familienleben einzubinden.

## Der Onkel als Schreibinspiration
In einer seiner Neulich-Kolumnen für die Literaturzeitschrift Volltext erinnert sich Andreas Maier daran, wie er 2001 seinen Onkel zum letzten Mal sah, bei einem Faschingsumzug in Friedberg:
„[Ich] stand am Straßenrand und wusste nicht, dass ich mit meinem Onkel einige Jahre später das Schreiben neu lernen würde, wofür ich ihm, der ärmsten Sau in unserer Familie, dankbar bin bis heute, nur dass ich es ihm nicht mehr sagen kann und wohl auch nicht sagen würde. Seinen Namen muss niemand wissen. Aber dass er gelebt hat und war.“

## Kritik
Die Kritik hat den Roman ausführlich besprochen und vorwiegend positiv aufgenommen. Christian Thomas bezeichnet Das Zimmer in seiner Besprechung für die Frankfurter Rundschau als „grandiosen Roman“. Maier sei „ein fortwährend Heimathassender, wie er nur unter ewig Heimatverliebten zu finden ist“.
Ina Hartwig moniert in der Literaturbeilage der Zeit zwar, dass „die literarischen Vorbilder, besonders Thomas Bernhard und Arnold Stadler, gelegentlich etwas zu deutlich vernehmbar sind“. Das ist aber der einzige Einwand in ihrer durchweg lobenden Rezension. Allerdings sei es angesichts der noch ausstehenden Teile der geplanten Familiensaga zu früh für ein Gesamturteil.
In ihrer Kritik für Deutschlandradio Kultur findet Verena Auffermann, Maier werde mit zunehmendem Alter „literarisch entspannter“. Sein neuer Roman sei „kein rückwärtsgewandtes lamentierendes, sondern ein komisches und kluges Buch. Komisch, weil die Beobachtungen des Autors umwerfend genau sind, klug, weil im Kleinen die Auflösung von Gesellschaftsverhältnissen dargestellt wird, die uns weltweit zu schaffen machen.“
Frank Fischer hebt in einem Kritikergespräch der Wochenzeitung der Freitag besonders die Gestaltung des Onkels J. hervor: „[Maier] macht aus diesem persönlich erlebten und erlittenen Onkel einen Typus. Onkel J. ist plötzlich ein naher Verwandter der großen Sonderlinge der Literatur neben Oskar Matzerath, neben Steinbecks Lennie Small, neben dem Simplicissimus und dem Taugenichts.“
In seiner Kritik für die Frankfurter Allgemeine Zeitung bezeichnet Friedmar Apel das Buch als „ein Meisterwerk der scharfen Beobachtung und der kleinen Wahrnehmung“.
Dierk Wolters ist in der Frankfurter Neuen Presse etwas kritischer: Maier geriere sich in seinem „Großerinnerungsversuch“ zwar als geschickter „Menschenentlarver“. Im Gegensatz zu seinen bereits publizierten Heimatglossen verlören sich im Roman aber die Pointen.
Christoph Schröder kommt in seiner Rezension für die Literaturzeitschrift Volltext zu der Einschätzung, die Qualität des Romans liege unter anderem darin, dass Maier in seinem Porträt die Erwartungshaltung des Lesers unterlaufe, die Figur der Lächerlichkeit preiszugeben, denn aus dem Roman spreche vor allem „Anteilnahme und Barmherzigkeit gegenüber einem Unschuldigen; ein beharrliches, genaues Sich-durch-und-Abarbeiten der Erzählerfigur gegenüber der Onkel-Figur“. Maiers Werke durchziehe keine Nostalgie, denn wer sie „genau liest, wird feststellen, dass sich immer nur die Rahmenbedingungen verändern, dass als Konstante aber der Mensch bleibt und der sich auch immer gleich bleibt“.

## Auszeichnungen
Der Roman stand auf der Longlist zum Deutschen Buchpreis 2010, wurde aber nicht unter die sechs Bücher für die Shortlist gewählt.
Am 1. Oktober 2010 wurde bekannt, dass Maier für Das Zimmer den Wilhelm-Raabe-Literaturpreis 2010 erhält. Dieser mit 30.000 Euro dotierte Preis würdigt „ein in deutscher Sprache verfasstes erzählerisches Werk (…), das einen besonderen Stellenwert in der Entwicklung des Preisträgers markiert“.

## Ausgaben
- Andreas Maier: Das Zimmer. Roman. Suhrkamp, Berlin 2010, ISBN 978-3-518-42174-1.
  - auf Dänisch: Andreas Maier: Værelset. Rosenkilde & Bahnhof Verlag, 2011 (Originaltitel: Das Zimmer. Übersetzt von Paul Klitnæs).
  - auf Tschechisch: Andreas Maier: Pokoj. Archa Verlag, 2013 (Originaltitel: Das Zimmer. Übersetzt von Milan Tvrdík).